# Установка димеризації етилену в Хоремабаді
Установка димеризації етилену в Хоремабаді — складова частина виробничого майданчику Lorestan Petrochemical у провінції Лурестан.
У 2010-х в Ірані реалізували проект Західного етиленопроводу, який повинен подавати етилен від узбережжя Перської затоки (де на основі ресурсів найбільшого в світі газового родовища Південний Парс розвивається потужний центр виробництва олефінів у Ассалує) до цілого ряду нафтохімічних майданчиків у густозаселених західних провінціях країни. Одним з них є запущений в 2014—2015 роках комплекс у Хорремабаді. Він передусім призначений для продукування поілетилену високої щільності/лінійного поліетилену низької щільності в обсязі 300 тисяч тонн на рік. Робота лінії поліетилену потребує кополімеру — 1-бутену, виробництво якого організували на цьому ж майданчику шляхом димеризації етилену. Потужність цієї установки, створеної за технологією компанії французької компанії Axens, становить 30 тисяч тонн на рік. Надлишок може постачатись іншим виробникам полімерів.
Всього майданчик у Хорремабаді потребує 324 тисяч тонн етилену на рік.